# انتخابات الرئاسة الأفغانية 2004
انتخابات الرئاسة الأفغانية 2004 هي الانتخابات الرئاسية التي جرت في 9 أكتوبر 2004، لانتخاب رئيس أفغانستان، فاز بالانتخابات حامد كرزاي.